# گوش نکن
گوش نکن (انگلیسی: Don't Listen) با نام اصلی صداها  (اسپانیایی: Voces‎) یک فیلم ترسناک ماوراء طبیعی اسپانیایی محصول ۲۰۲۰ به کارگردانی آنخل گومِس اِرناندِس است. در اولین فیلم بلند خود. از بازیگران آن می‌توان به رودولفو سانچو، آنا فرناندس گارسیا، رامون بارئا، نرئا باروس، خاویر بوتت و بلن فابرا اشاره کرد.

## خلاصه داستان
دانیل و سارا پس از نقل مکان به خانه جدیدی با پسر ۸ ساله‌شان اتفاقات شومی در انتظار آن‌هاست.

## انتشار
این فیلم در ۲۴ ژوئیه ۲۰۲۰ در اسپانیا اکران شد.